# Suvórovskoye
Suvórovskoye (del ruso: Суворовское) es un seló del raión de Ust-Labinsk del krai de Krasnodar de Rusia. Está situada a orillas del río Tertia Kochety, afluente del río Kochety, 20 km al nordeste de Ust-Labinsk y 44 km al nordeste de Krasnodar, la capital del krai. Tenía 2 757 habitantes en 2010.
Es cabeza del municipio Suvórovskoye.

## Historia
Fue fundado como unión de varios jútor, con el nombre Tretia Rechka Kochety, en tierras de la stanitsa Vasiúrinskaya, en el otdel de Ekaterinodar del óblast de Kubán. En 1962 recibió su nombre actual en homenaje a Aleksandr Suvórov.

## Lugares de interés
El edificio de la antigua iglesia, construida en 1910, es utilizado como discoteca.

## Economía y transporte
La principal actividad económica es la agricultura (el cultivo de cereales, remolacha azucarera, soja, girasol y hortalizas).
La estación de ferrocarril más cercana es Plastunóvskaya.